# 境川 (大阪市)
境川（さかいがわ）は、大阪府大阪市西区の町名。現行行政地名は境川一丁目から境川三丁目。

## 地理
大阪市西区の西部に位置。北は九条南、西は安治川、東は千代崎、南は港区波除・市岡元町・南市岡とそれぞれ接する。

### 河川
- 尻無川

## 歴史

### 町名の由来
大阪市編入以前の西成郡九条村大字九条（現：西区）と川南村大字市岡新田（現：港区）の境界を流れていた井路が境川と呼ばれていたことに由来する。
この井路をなぞるように、1902年（明治35年）に境川運河が開削された。境川運河は1964年（昭和39年）に埋め立てられて姿を消したが、1943年（昭和18年）以降、西区と港区の境界であり続けている。

### 町名の変遷
- 1897年（明治30年） 大阪市に編入され、西区に所属。
- 1900年（明治33年） 境川町の町名が誕生。
- 1912年（明治45年） 境川運河北岸（九条側）を北境川町、南岸（市岡側）を南境川町に改称。
- 1925年（大正14年） 北境川町・南境川町が新設の港区へ転属。
- 1943年（昭和18年） 区の境界変更により、北境川町が西区へ転属。
- 1968年（昭和43年） 港区南境川町が同区波除・市岡元町・南市岡の各一部となり消滅。
- 1977年（昭和52年） 西区北境川町が境川に改称。

## 世帯数と人口
2019年（平成31年）3月31日現在の世帯数と人口は以下の通りである。
| 丁目       | 世帯数  | 人口    |
| ---------- | ------- | ------- |
| 境川一丁目 | 607世帯 | 1,164人 |
| 境川二丁目 | 229世帯 | 378人   |
| 計         | 836世帯 | 1,542人 |

### 人口の変遷
国勢調査による人口の推移。
| 1995年（平成7年）  | 1,805人 | [ 5 ] |  |
| 2000年（平成12年） | 1,590人 | [ 6 ] |  |
| 2005年（平成17年） | 1,520人 | [ 7 ] |  |
| 2010年（平成22年） | 1,525人 | [ 8 ] |  |
| 2015年（平成27年） | 1,507人 | [ 9 ] |  |

### 世帯数の変遷
国勢調査による世帯数の推移。
| 1995年（平成7年）  | 649世帯 | [ 5 ] |  |
| 2000年（平成12年） | 643世帯 | [ 6 ] |  |
| 2005年（平成17年） | 729世帯 | [ 7 ] |  |
| 2010年（平成22年） | 729世帯 | [ 8 ] |  |
| 2015年（平成27年） | 720世帯 | [ 9 ] |  |

## 学区
市立小・中学校に通う場合、学区は以下の通りとなる。なお、小学校・中学校入学時に学校選択制度を導入しており、通学区域もしくは隣接する校区の小学校・中学校から選択することも可能。
| 丁目       | 番   | 小学校               | 中学校           |
| ---------- | ---- | -------------------- | ---------------- |
| 境川一丁目 | 全域 | 大阪市立九条南小学校 | 大阪市立西中学校 |
| 境川二丁目 | 全域 | 大阪市立九条北小学校 | 大阪市立西中学校 |

## 事業所
2016年（平成28年）現在の経済センサス調査による事業所数と従業員数は以下の通りである。
| 丁目       | 事業所数  | 従業員数 |
| ---------- | --------- | -------- |
| 境川一丁目 | 66事業所  | 949人    |
| 境川二丁目 | 65事業所  | 1,101人  |
| 計         | 131事業所 | 2,050人  |

## 施設
- コンドーテック
- 多根記念眼科病院

## 交通

### 鉄道
- 地内に駅はなく、最寄り駅は大阪市高速電気軌道 (Osaka Metro) ドーム前千代崎駅。

### 道路
高速道路
- 阪神高速16号大阪港線

国道
- 国道172号（みなと通）

主要地方道
- 大阪市道築港深江線（中央大通）
- 大阪市道難波境川線（千日前通）

## その他

### 日本郵便
- 〒550-0024[3]（集配局：大阪西郵便局[12]）